# Shiro Misaki
Shiro Misaki (三崎 四郎, Misaki Shiro) est un footballeur international japonais. Il évoluait au poste de milieu de terrain.

## Biographie
Shiro Misaki reçoit trois sélections en équipe du Japon lors de l'année 1934, sans inscrire de but.